# 조지 윌리엄스 (축구 선수)
조지 크리스토퍼 윌리엄스(영어: George Christopher Williams, 1995년 9월 7일 ~ )는 웨일스의 축구 선수이다. 현재 보어럼 우드 FC에서 뛰고 있다. 그는 크리스 콜먼 감독의 부름으로 UEFA 유로 2016 웨일스 축구 국가대표팀 명단에 발탁되었다.